# 沃克縣 (喬治亞州)
沃克縣（英語：Walker County）是美國喬治亞州西北部的一個縣，北鄰田納西州，西南鄰阿拉巴馬州。面積1,158平方公里。根據美國2000年人口普查，共有人口61,053人，2005年人口63,890人。縣治拉法葉（LaFayette）。
成立於1833年12月18日。縣名紀念參議員弗里曼·沃克。